# Palazzo De Torres - Lancellotti
Palazzo De Torres è un palazzo di Roma nel Rione Parione, il cui prospetto principale occupa parte del lato meridionale di Piazza Navona, gli altri lati sono su via della Cuccagna (così chiamata perché c'era l'albero della cuccagna, un palo viscoso con sulla cima dei doni), di rimpetto a Palazzo Braschi, Via della Posta Vecchia (con due cassette postali, per Roma più grande e per l'estero più piccola) vicolo della Cuccagna e su piazza de' Massimi.

## Storia e descrizione

### La famiglia De Torres

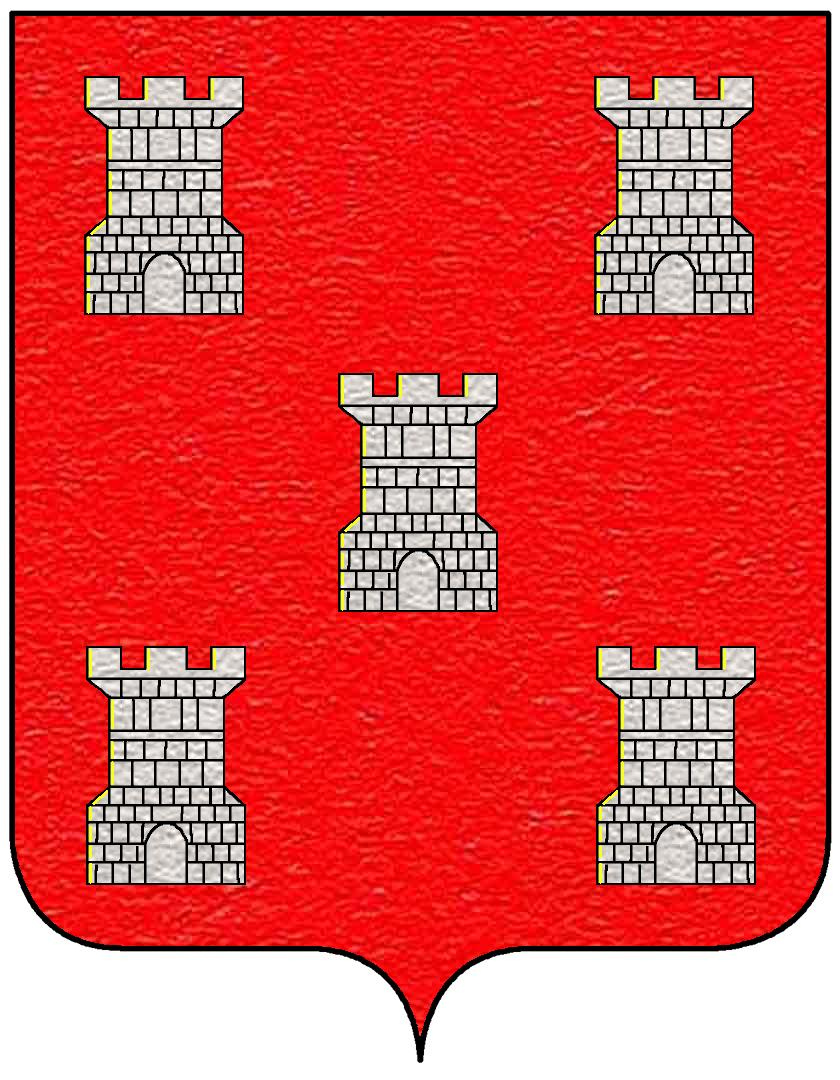
Stemma della famiglia De Torres

Nella storia del palazzo occorre distinguere tra due generazioni della stessa famiglia.
Il costruttore del palazzo fu il primo Luigi (o Luis) De Torres (Malaga, 1495 † Roma, 13 agosto 1553); membro del Supremo Consiglio, venne in Italia da Malaga al seguito dell’Imperatore Carlo V d’Asburgo-Spagna. Il 19 dicembre 1548 fu eletto arcivescovo di Salerno, e lasciò il palazzo ai nipoti Fernando e Ludovico II; il secondo Luigi Ferdinando divenne principe dei Sanguigni per matrimonio e si trasferì nel Palazzo di questa famiglia. Ludovico (II) fu protagonista delle trattative internazionali prodromi della vittoria della battaglia navale di Lepanto. Nel salone da ballo si intravede una porta chiusa ed affrescata con un gruppo di persone che stanno in viaggio su asinelli; si ritiene che sia la porta d'ingresso dell'appartamento nel quale viveva Ludovico (I) durante i lavori di costruzione, il primo piano di un palazzo pre esistente con torre contigua, detto 'della vedova', che si può ipotizzare fosse del IV secolo dopo Cristo, come la casa dei guardiani delle adiacenti opere romane, ossia l'odeon e dello stadio; quindi l'affresco potrebbe essere datato 1548.

La famiglia che godette dei favori di Carlo V, conseguì negli anni di poco seguenti (1575) il marchesato di Pizzoli nel contado Aquilano stabilendo la sua definitiva residenza nel loro palazzo romano, grazie alla presenza di altri componenti ecclesiastici tra cui i cardinali Ludovico II de Torres e Cosimo.

### Il palazzo

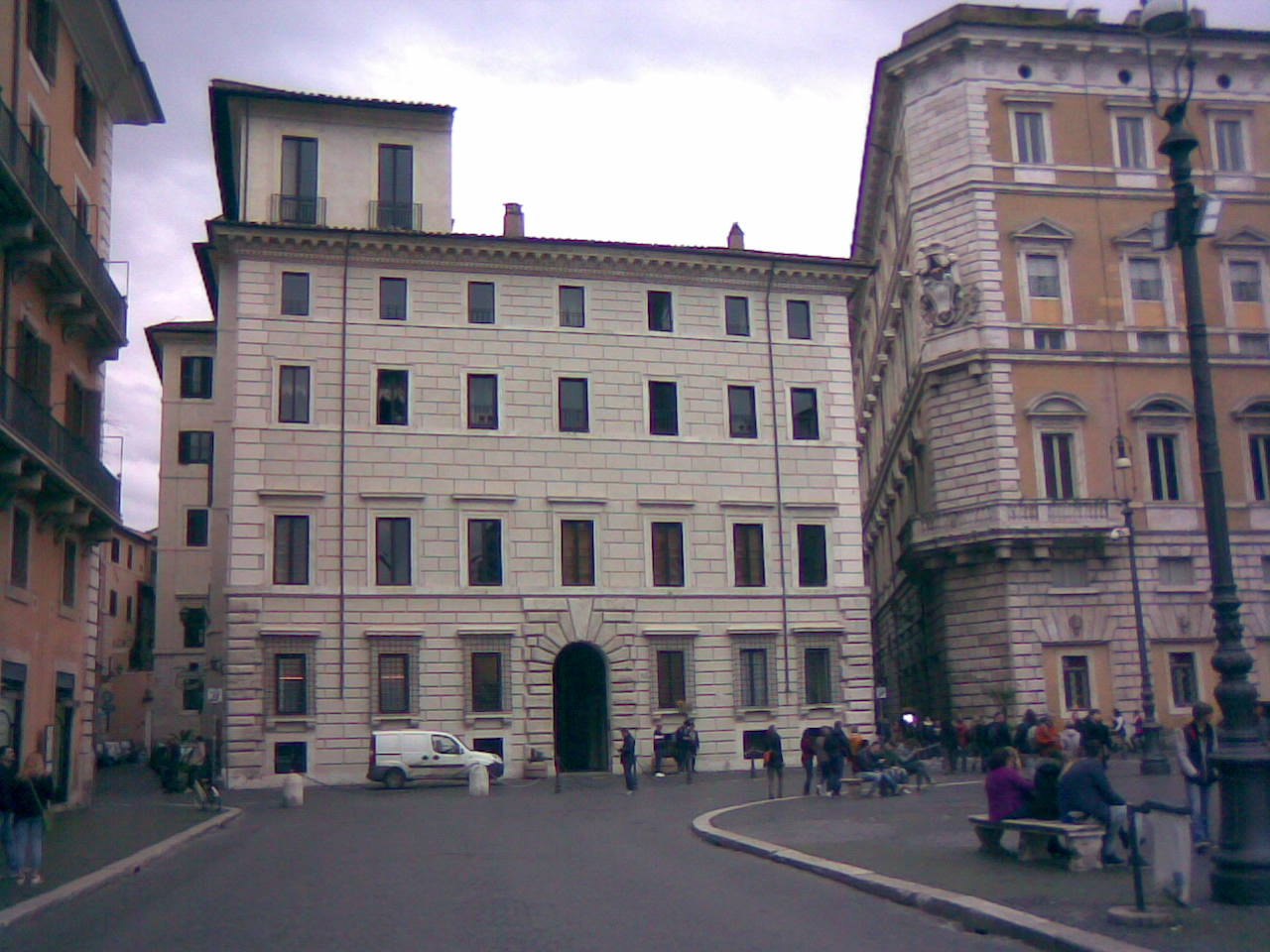
Facciata di palazzo De Torres Lancellotti su piazza Navona

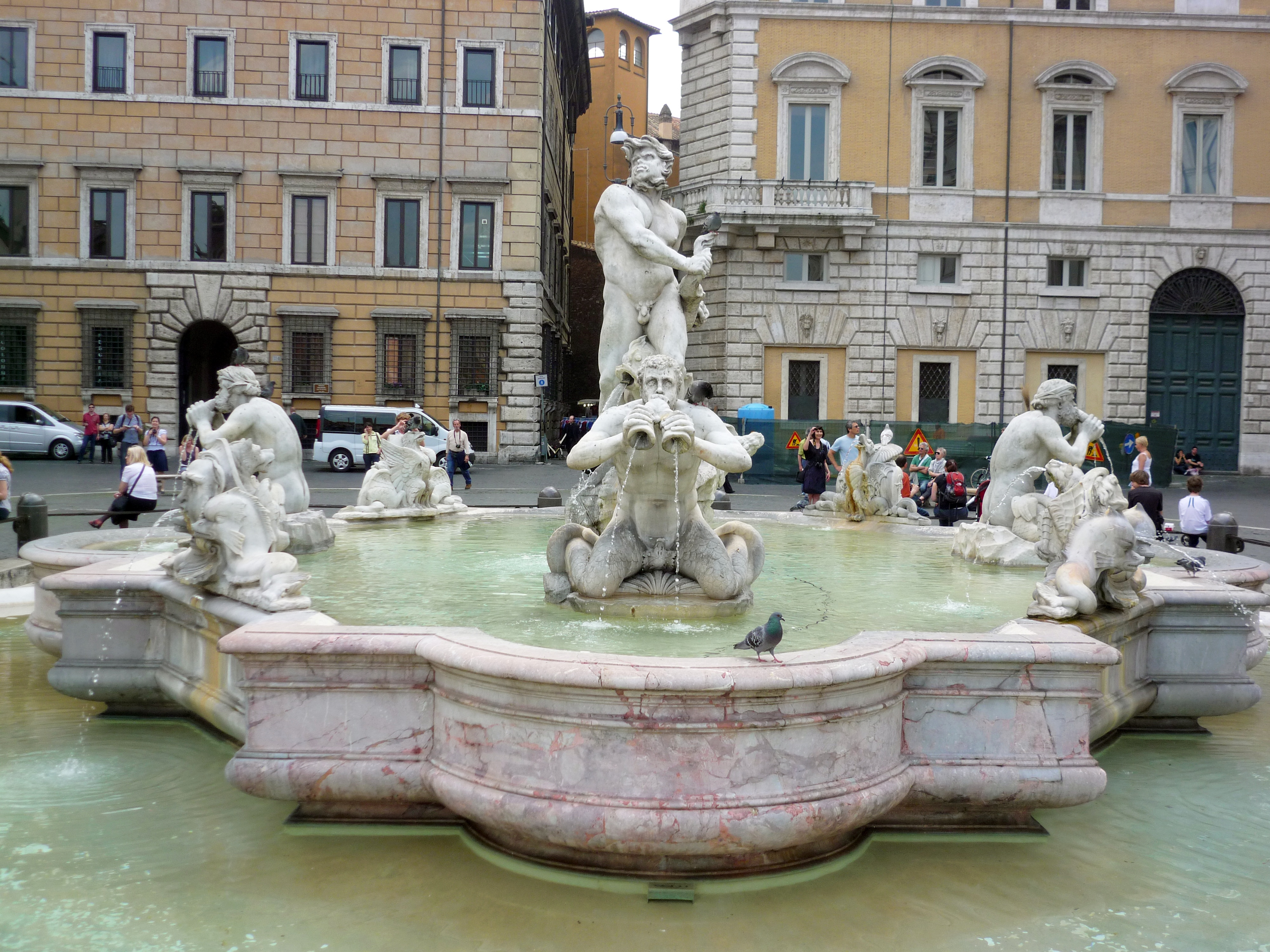
La fontana del Moro a piazza Navona e sulla sinistra parte della facciata di Palazzo De Torres

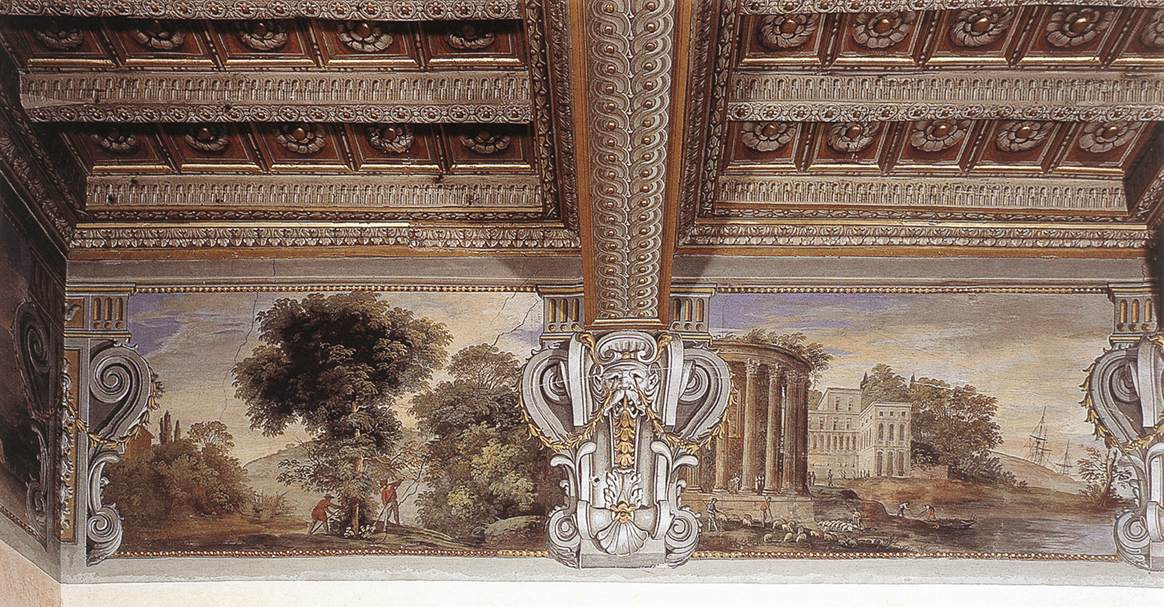
Particolare del soffitto cassettonato e decorazioni ad opera di Agostino Tassi

La costruzione del palazzo ebbe inizio nel primo decennio del 1500, ma subì innumerevoli vicissitudini e fu terminata solo con l'arrivo dell'architetto napoletano Pirro Ligorio. Giovanni Baglione scrive che alla realizzazione vi fu il contributo di Jacopo Barozzi da Vignola.
L'edificio venne realizzato sin dal principio ricalcando alcune metodologie costruttive tradizionali di stile andaluso e moresco, ancora riscontrabili nella città di Malaga secondo il modello delle windcatcher o windtower, quale il condizionamento naturale attraverso un sistema di cunicoli e di cantine di modo che in estate si crei una corrente discensionale nelle due corti, mentre in inverno è ascensionale, tale da creare delle condizioni climatiche gradevoli. Nella nuova costruzione che aveva accorpato nel lato sud, noto in passato come l'area in pede Agonis, le case preesistenti, tra le quali la casa di una Rita de Bussis di Viterbo e una della famiglia Muti, visse al primo piano il secondo monsignor Luis de Torres.
 
Con buona probabilità l’edificio incorporò anche la preesistente abitazione di Willem Enckenwoirt, noto come Cardinale di Tortosa, che nel censo del 1527 appariva come una delle più grandi dimore della piazza dovendo ospitare "100 bocche", sepolto nel 1534 nella non lontana chiesa di Santa Maria dell'Anima.
Al suo interno le mostre delle porte del piano nobile conservano le iscrizioni che testimoniano la conclusione entro il 1553 dei principali lavori. 
Tutte le facciate dei palazzi che definiscono piazza Navona avevano la facciata principale verso l'esterno, anche il palazzo de' Torres aveva in origine la facciata principale sulla via della Cuccagna.
L'edificio, di architettura tardo rinascimentale, avente pianta irregolare e disposto su due cortili, presenta una facciata di quattro piani con finestre, architravate e sovrastate da un cornicione. Dalla facciata su piazza Navona emerge il portale ad arco con bugne a raggiera il cui motivo è ripreso nei cantonali. Al primo piano si aprono finestre architravate, mentre gli altri due piani presentano elementi a cornice semplice. A coronamento un ricco cornicione ornato con teste di leone, rosoni e torri, emblemi della famiglia Torres. 
Al piano nobile si conservano importanti decorazioni ad affresco, iniziate già durante la prima fase costruttiva, e portate avanti dai successori dell'arcivescovo, la famiglia rivestì un ruolo di rilievo nella Roma della Controriforma i cui echi si esprimono nello stile che contraddistingue l'edificio e i suoi interni.

Le decorazioni interne del palazzo presentano raffinati fregi e volte a grottesche, con tema classico o biblico, la data scritta nella targa dipinta sul fregio affrescato ( la sala a nord est al primo piano in angolo su piazza Navona) è 1625, si ritiene fu commissionato dal principe Lancellotti per ossequiare la moglie che gli aveva portato in dote il palazzo,  attribuiti ad Agostino Tassi. 
La decorazione del salone a doppia altezza, con scene della Battaglia di Lepanto del 1571 commissionata da monsignor Ludovico de Torres,  è opera di pittori romani rimasti finora anonimi. Di splendida fattura cinquecentesca i soffitti lignei a cassettone in cui ricorre lo stemma della famiglia.

Il palazzo passò per eredità alla famiglia Lancellotti nel secolo XVII ai quali nella metà del secolo XIX succedettero i Massimo Lancellotti che ancora lo possiedono.

### Pirro Ligorio a palazzo De Torres
L'attribuzione dell'architettura di palazzo Torres Lancellotti a Pirro Ligorio è attestata a partire dai primi anni '50 del '600, con la pubblicazione dell'incisione di Pietro Ferrerio. 

Solo da un esame stilistico è al momento possibile confermare l'autografia dell'artista napoletano, non essendo stata ancora effettuata una ricerca documentaria, anche se sembra plausibile dal confronto stilistico mediante la ricorrente e raffinata scelta del paramento bugnato del prospetto del palazzo, che richiama la casina di Pio IV nei giardini vaticani e il cortile del Belvedere di Bramante. Tale attribuzione è stata nuovamente confermata nel 2014 dall'architetto Enzo Pinci autore del restauro del palazzo. Se così fosse il palazzo De Torres risulterebbe la prima opera di architettura realizzata dal Ligorio.